# Atletica leggera ai Giochi della IX Olimpiade - 200 metri piani

## L'eccellenza mondiale
| Migliori prest. mondiali                | 21”2 (220 y) | William Applegarth 1914 Charles Paddock 1923 Harry Evans 1924 | Ritirato Presente Ritirato |
| Primatista stagionale USA               | 21”4         | George Simpson                                                | Assente                    |
| Primatista stagionale negli altri Paesi | 21"3A        | Wilfred Legg                                                  | Presente                   |

1. ↑  Primati non omologati dalla IAAF: valgono solo come record nazionali.
2. ↑  Fino al 28 luglio.
3. ↑  Fino al 28 luglio.
4. ↑  Le graduatorie mondiali mostrano tre tedeschi ai primi tre posti, con tempi migliori degli atleti USA (21"0 e 21"1). Purtroppo è noto come i cronometristi tedeschi dell'epoca fossero abbastanza generosi.

Gli americani qualificatisi ai Trials (220 yarde in rettilineo) sono nell'ordine: Charles Borah (21” 4), Charles Paddock (21” 5e), Jackson Scholz (21” 5e) e Henry Cumming (21” 7e).

## La gara
Per la prima volta dal 1896 è presente il campione in carica (Jackson Scholz, oro a Parigi).

Nei turni eliminatori il tedesco Helmut Körnig eguaglia il record olimpico con 21"6.

Nella prima semifinale giunge inattesa l'eliminazione di Charles Paddock. Era stato finalista sia ad Anversa 1920 che a Parigi 1924. Sfuma quindi la sua terza finale consecutiva.

Il connazionale Scholz invece ce la fa: è il primo campione in carica dei 200 metri che può ripetersi a quattro anni di distanza.

La finale è dominata dal canadese Percy Williams, che scatta nettamente in prima posizione e mantiene il vantaggio fino alla fine.

I giudici assegnano il terzo posto a pari merito al tedesco Körnig e all'americano Scholz. Ma la Germania presenta reclamo allegando una foto dell'arrivo presa dall'alto in cui si vede chiaramente che il tedesco è davanti all'americano. La giuria accoglie il reclamo e modifica l'ordine d'arrivo.

## Risultati

### Turni eliminatori
| 15 Batterie        | 31 luglio | 59 partenti    | Si qualificano i primi 2. |
| 6 Quarti di finale | 31 luglio | 34 concorrenti | Si qualificano i primi 2. |
| 2 Semifinali       | 1º agosto | 6 + 6          | Si qualificano i primi 3. |
| Finale             | 1º agosto | 6 concorrenti  |                           |

### Batterie
| Pos. | Concorrente    | Nazione     | Tempo |
| ---- | -------------- | ----------- | ----- |
| 1    | Henry Cumming  | Stati Uniti | 22"4  |
| 2    | André Mourlon  | Francia     |       |
| 3    | Valéry Théard  | Haiti       |       |
| 4    | Willy Weibel   | Svizzera    |       |
| 5    | Diego Ordóñez  | Spagna      |       |
| 6    | Ladislau Peter | Romania     |       |

| Pos. | Concorrente      | Nazione | Tempo |
| ---- | ---------------- | ------- | ----- |
| 1    | Björn Kugelberg  | Svezia  | 22"4  |
| 2    | Maurice Degrelle | Francia |       |
| 3    | Dan Cullen       | Irlanda |       |
| 4    | Renos Frangoudis | Grecia  |       |

| Pos. | Concorrente      | Nazione          | Tempo |
| ---- | ---------------- | ---------------- | ----- |
| 1    | John Fitzpatrick | Canada           | 22"8  |
| 2    | Jimmy Carlton    | Australia        | 22"8  |
| 3    | Juan Serrahima   | Spagna           |       |
| 4    | R. Burns         | India Britannica |       |
| 5    | Rudolfo Hannig   | Cile             |       |

| Pos. | Concorrente         | Nazione     | Tempo |
| ---- | ------------------- | ----------- | ----- |
| 1    | Jakob Schüller      | Germania    | 22"0  |
| 2    | Rinus van den Berge | Paesi Bassi |       |
| 3    | François Prinsen    | Belgio      |       |
| 4    | Hans Niggl          | Svizzera    |       |
| 5    | Rudolfo Hannig      | Cile        |       |

| Pos. | Concorrente     | Nazione     | Tempo |
| ---- | --------------- | ----------- | ----- |
| 1    | Charley Paddock | Stati Uniti | 22"2  |
| 2    | Mario Gómez     | Messico     | 22"5  |
| 3    | Anselmo Gonzaga | Filippine   | 22"7  |
| 4    | Adolphe Groscol | Belgio      | 23"8  |

| Pos. | Concorrente    | Nazione     | Tempo |
| ---- | -------------- | ----------- | ----- |
| 1    | Jackson Scholz | Stati Uniti | 22"2  |
| 2    | Ralph Adams    | Canada      | 22"5  |
| 3    | Iwao Aizawa    | Giappone    | 22"6  |
| 4    | Sean Lavan     | Irlanda     | 22"9  |

| Pos. | Concorrente      | Nazione     | Tempo |
| ---- | ---------------- | ----------- | ----- |
| 1    | Charley Borah    | Stati Uniti | 25"0  |
| 2    | Hermann Schlöske | Germania    | 25"0  |

| Pos. | Concorrente      | Nazione          | Tempo |
| ---- | ---------------- | ---------------- | ----- |
| 1    | André Cerbonney  | Francia          | 22"2  |
| 2    | Paul Brochart    | Belgio           |       |
| 3    | Ferenc Gerő      | Ungheria         |       |
| 4    | James Hall       | India Britannica |       |
| 5    | Johann Bartl     | Cecoslovacchia   |       |
| 6    | Francisco Costas | Messico          |       |

| Pos. | Concorrente     | Nazione   | Tempo  |
| ---- | --------------- | --------- | ------ |
| 1    | Willie Legg     | Sudafrica | 22"4   |
| 2    | Alberto Barucco | Argentina |        |
| 3    | Haris Šveminas  | Lituania  |        |
| -    | George Hester   | Canada    | Squal. |

| Pos. | Concorrente    | Nazione        | Tempo |
| ---- | -------------- | -------------- | ----- |
| 1    | Helmut Körnig  | Germania       | 23"4  |
| 2    | Karel Kněnický | Cecoslovacchia |       |
| 3    | Jean Moulin    | Lussemburgo    |       |

| Pos. | Concorrente        | Nazione       | Tempo |
| ---- | ------------------ | ------------- | ----- |
| 1    | Guy Butler         | Gran Bretagna | 22"8  |
| 2    | Jérôme Mannaert    | Francia       |       |
| 3    | Juan Bautista Pina | Argentina     |       |

| Pos. | Concorrente          | Nazione   | Tempo |
| ---- | -------------------- | --------- | ----- |
| 1    | Hermann Geißler      | Austria   | 22"4  |
| 2    | Giuseppe Castelli    | Italia    |       |
| 3    | Aubrey Burton-Durham | Sudafrica |       |
| 4    | Angelos Lambrou      | Grecia    |       |

| Pos. | Concorrente     | Nazione       | Tempo |
| ---- | --------------- | ------------- | ----- |
| 1    | Walter Rangeley | Gran Bretagna | 22"0  |
| 2    | Harry Broos     | Paesi Bassi   |       |
| 3    | Willy Dujardin  | Belgio        |       |
| 4    | José de Lima    | Portogallo    |       |

| Pos. | Concorrente       | Nazione        | Tempo |
| ---- | ----------------- | -------------- | ----- |
| 1    | Percy Williams    | Canada         | 22"6  |
| 2    | John Hambidge     | Gran Bretagna  |       |
| 3    | Jaroslav Vykoupil | Cecoslovacchia |       |

| Pos. | Concorrente    | Nazione       | Tempo |
| ---- | -------------- | ------------- | ----- |
| 1    | Cyril Gill     | Gran Bretagna | 22"2  |
| 2    | Howard Kinsman | Sudafrica     |       |
| 3    | Edgardo Toetti | Italia        |       |

### Quarti di finale
| Pos. | Concorrente      | Nazione       | Tempo |
| ---- | ---------------- | ------------- | ----- |
| 1    | Jakob Schüller   | Germania      | 22"0  |
| 2    | Henry Cumming    | Stati Uniti   |       |
| 3    | Ralph Adams      | Canada        |       |
| 4    | Hermann Geissler | Austria       |       |
| 5    | John Hambidge    | Gran Bretagna |       |

| Pos. | Concorrente         | Nazione       | Tempo |
| ---- | ------------------- | ------------- | ----- |
| 1    | Willie Legg         | Sudafrica     | 21"8  |
| 2    | Cyril Gill          | Gran Bretagna |       |
| 3    | Hermann Schlöske    | Germania      |       |
| 4    | Rinus van den Berge | Paesi Bassi   |       |
| 5    | André Mourlon       | Francia       |       |

| Pos. | Concorrente     | Nazione       | Tempo |
| ---- | --------------- | ------------- | ----- |
| 1    | Charley Paddock | Stati Uniti   | 21"8  |
| 2    | Björn Kugelberg | Svezia        |       |
| 3    | André Cerbonney | Francia       |       |
| 4    | Guy Butler      | Gran Bretagna |       |
| 5    | Harry Broos     | Paesi Bassi   |       |

| Pos. | Concorrente      | Nazione        | Tempo |
| ---- | ---------------- | -------------- | ----- |
| 1    | Jackson Scholz   | Stati Uniti    | 21"8  |
| 2    | Walter Rangeley  | Gran Bretagna  | 21"9  |
| 3    | Paul Brochart    | Belgio         |       |
| 4    | Maurice Degrelle | Francia        |       |
| 5    | Karel Kněnický   | Cecoslovacchia |       |

| Pos. | Concorrente      | Nazione   | Tempo |
| ---- | ---------------- | --------- | ----- |
| 1    | John Fitzpatrick | Canada    | 22"0  |
| 2    | Mario Gómez      | Messico   |       |
| 3    | Alberto Barucco  | Argentina |       |
| 4    | Jérôme Mannaert  | Francia   |       |
| 5    | Howard Kinsman   | Sudafrica |       |

| Pos. | Concorrente       | Nazione     | Tempo |
| ---- | ----------------- | ----------- | ----- |
| 1    | Helmut Körnig     | Germania    | 21"6  |
| 2    | Percy Williams    | Canada      | 21"8  |
| 3    | Charley Borah     | Stati Uniti | 21"8  |
| 4    | Jimmy Carlton     | Australia   | 22"0  |
| 5    | Giuseppe Castelli | Italia      | 22"2  |

### Semifinali
| Pos. | Concorrente     | Nazione       | Tempo    |
| ---- | --------------- | ------------- | -------- |
| 1    | Percy Williams  | Canada        | 22"0     |
| 2    | Walter Rangeley | Gran Bretagna | 22"0     |
| 3    | Jakob Schüller  | Germania      | 22"1     |
| 4    | Charley Paddock | Stati Uniti   | 22"1     |
| 5    | Mario Gómez     | Messico       | 22"3     |
| -    | Willie Legg     | Sudafrica     | Ritirato |

| Pos. | Concorrente      | Nazione       | Tempo |
| ---- | ---------------- | ------------- | ----- |
| 1    | Helmut Körnig    | Germania      | 21"8  |
| 2    | Jackson Scholz   | Stati Uniti   | 21"9  |
| 3    | John Fitzpatrick | Canada        | 22"0  |
| 4    | Henry Cumming    | Stati Uniti   | 22"1  |
| 5    | Cyril Gill       | Gran Bretagna | 22"3  |
| 6    | Björn Kugelberg  | Svezia        | 22"6  |

### Finale
È ufficializzato solo il tempo del primo classificato.
| Pos.    | Cor. | Atleta           | Età | Nazione       | Tempo ufficiale | Tempo ufficioso |
| ------- | ---- | ---------------- | --- | ------------- | --------------- | --------------- |
| Oro     | 2    | Percy Williams   | 20  | Canada        | 21"8            |                 |
| Argento | 3    | Walter Rangeley  | 25  | Gran Bretagna |                 | 21"9            |
| Bronzo  | 4    | Helmut Körnig    | 23  | Germania      |                 | 21"9            |
| 4       | 5    | Jackson Scholz   | 31  | Stati Uniti   |                 | 21"9            |
| 5       | 6    | John Fitzpatrick | 21  | Canada        |                 | 22"1            |
| 6       | 1    | Jakob Schüller   | 23  | Germania      |                 | 22"2            |

Ad Amsterdam si verifica un fatto senza precedenti nella storia dell'atletica ai Giochi: gli Stati Uniti non salgono sul podio né sui 100 né sui 200. Nel XX secolo è stata l'unica volta in cui è successo.

Il canadese Williams è invece il terzo dal 1896 a realizzare la doppietta su 100 e 200. In tutto il XX secolo, gli atleti non statunitensi ad aver realizzato questo exploit alle Olimpiadi sono solo due: l'altro è Valerij Borzov.